# Oddech Cheyne’a-Stokesa
Oddech Cheyne’a-Stokesa (oddech periodyczny) – patologiczny tor oddychania, polegający na występowaniu bezdechów trwających kilkanaście sekund, po których pojawia się oddech, który jest coraz szybszy i głębszy, następnie po osiągnięciu maksimum – ulega stopniowemu zwolnieniu i spłyceniu, aż do kolejnego epizodu bezdechu. Jest związany z niewydolnością ośrodka oddechowego.
Ośrodek oddechowy jest wrażliwy na stężenie dwutlenku węgla. W momencie wystąpienia bezdechu wzrasta jego stężenie, co powoduje jego pobudzenie i pojawienie się coraz szybszego i głębokiego oddychania. Po zmniejszeniu stężenia dwutlenku węgla we krwi zmniejsza się pobudzenie ośrodka oddechowego, co powoduje spowolnienie oddechu aż do jego zatrzymania, co powoduje znów narastanie stężenia CO2 i powoduje rozpoczęcie następnego cyklu oddychania.
Występuje w niewydolności krążenia, obustronnych uszkodzeniach ośrodkowego układu nerwowego powyżej poziomu mostu, w zatruciach opiatami i barbituranami.
Objaw opisał jako pierwszy John Cheyne w 1818, a następnie William Stokes w 1854 roku.